# Topolino salta il pranzo
Topolino salta il pranzo (The Beach Party), anche conosciuto col titolo Party sulla spiaggia, è un film del 1931 diretto da Burt Gillett. È un cortometraggio animato della serie Mickey Mouse, prodotto dalla Walt Disney Productions e uscito negli Stati Uniti il 4 novembre 1931, distribuito dalla Columbia Pictures.

## Trama
Topolino e i suoi amici stanno passando una divertente giornata in spiaggia. Mentre Topolino, Orazio Cavezza e Clarabella nuotano in mare, o almeno ci provano, Minni prepara un picnic. Nel frattempo, Pluto scopre perché non si dovrebbe inseguire un granchio. Poi tutti si riuniscono per il pranzo. Topolino lancia a Pluto una fila di salsicce che finisce in mare. Lui ci si tuffa, ma riemerge con in bocca un tentacolo di un polpo arrabbiato, che si schianta contro il picnic. Tutti uniscono le forze per combattere il polpo, e Topolino riesce finalmente a rispedirlo in mare gettandogli un'ancora come un lazo.

## Edizioni home video

### DVD
Il cortometraggio è incluso nel DVD Walt Disney Treasures: Pluto, la collezione completa - Vol. 1.